# Gölovası
Gölovası (türkisch für Seeebene) ist ein Ortsteil (Mahalle) im Landkreis Yumurtalık der türkischen Provinz Adana mit 600 Einwohnern (Stand: Ende 2024). Im Jahr 2011 zählte Gölovası 832 Einwohner.

## Söhne und Töchter des Orts
- Figen Yüksekdağ (* 1971), Politikerin (HDP)